# Kubok SSSR 1979
La Kubok SSSR 1979 fu la 38ª edizione del trofeo. Vide la vittoria finale dello Dinamo Tbilisi, che così conquistò il suo secondo titolo.

## Formula
Per la prima volta fu introdotta una fase a gironi: le 48 squadre partecipanti, infatti, furono divise in otto gironi da sei squadre che disputavano cinque turni di sola andata; venivano assegnati due punti per la vittoria, uno per il pareggio e zero per la sconfitta. Superavano la prima fase solo le otto vincitrici degli otto gironi.
Nella seconda fase vennero disputati quarti, semifinali e finali, tutti ad eliminazione diretta con gare di sola andata; in caso di parità al termine dei 90 minuti regolamentari venivano giocati i supplementari; in caso di ulteriore parità venivano calciati i tiri di rigore.
Le 48 partecipanti erano costituite dalle 18 squadre di Vysšaja Liga 1979, dalle 24 squadre della Pervaja Liga 1979 e dalle sei squadre classificatesi seconde nei sei gironi della Vtoraja Liga 1978 (Iskra Smolensk, Kolos Nikopol, Mašuk, Guria Lanchkhuti, Avtomobilist Termez e Şaxter Karagandy).

## Prima fase

### Girone 1
Tutte le partite furono disputate in Georgia, nelle città di Rustavi e Tbilisi.

#### Classifica finale
|  | Pos. | Squadra           | Pt | G | V | N | P | GF | GS | DR  |
|  | ---- | ----------------- | -- | - | - | - | - | -- | -- | --- |
|  | 1.   | Dinamo Tbilisi    | 10 | 5 | 5 | 0 | 0 | 14 | 2  | +12 |
|  | 2.   | T'orp'edo Kutaisi | 8  | 5 | 4 | 0 | 1 | 7  | 5  | +2  |
|  | 3.   | SKA Rostov        | 6  | 5 | 3 | 0 | 2 | 9  | 8  | +1  |
|  | 4.   | Uralmaš           | 4  | 5 | 2 | 0 | 3 | 4  | 4  | +0  |
|  | 5.   | Dinamo Leningrado | 1  | 5 | 0 | 1 | 4 | 2  | 6  | -4  |
|  | 6.   | Zorja             | 1  | 5 | 0 | 1 | 4 | 5  | 16 | -11 |

- Ammessa alla seconda fase: Dinamo Tbilisi

#### Risultati
| 1ª giornata                      | 28 febbraio 1979 |
|                                  |                  |
| Uralmaš-Zorya                    | 3-0              |
| Dinamo Tbilisi-Dinamo Leningrado | 2-1              |
| Torpedo Kutaisi-SKA Rostov       | 3-1              |

| 2ª giornata                       | 3 marzo 1979 |
|                                   |              |
| Torpedo Kutaisi-Dinamo Leningrado | 1-0          |
| Dinamo Tbilisi-Zorya              | 5-0          |
| SKA Rostov-Uralmaš                | 1-0          |

| 3ª giornata               | 6 marzo 1979 |
|                           |              |
| Torpedo Kutaisi-Uralmaš   | 1-0          |
| Dinamo Tbilisi-SKA Rostov | 2-1          |
| Dinamo Leningrado-Zorya   | 1-1          |

| 4ª giornata                    | 9 marzo 1979 |
|                                |              |
| SKA Rostov-Zorya               | 2-1          |
| Dinamo Tbilisi-Torpedo Kutaisi | 5-3          |
| Uralmaš-Dinamo Leningrado      | 1-0          |

| 5ª giornata                  | 12 marzo 1979 |
|                              |               |
| Torpedo Kutaisi-Zorya        | 2-1           |
| Dinamo Tbilisi-Uralmaš       | 2-0           |
| SKA Rostov-Dinamo Leningrado | 1-0           |

### Girone 2
Tutte le partite furono disputate in Georgia, nelle città di Leselidze, Eshera e Kudepsta.

#### Classifica finale
|  | Pos. | Squadra              | Pt | G | V | N | P | GF | GS | DR |
|  | ---- | -------------------- | -- | - | - | - | - | -- | -- | -- |
|  | 1.   | Dinamo Kiev          | 8  | 5 | 3 | 2 | 0 | 7  | 1  | +6 |
|  | 2.   | Iskra Smolensk       | 6  | 5 | 3 | 0 | 2 | 5  | 4  | +1 |
|  | 3.   | Dinamo Minsk         | 5  | 5 | 2 | 1 | 2 | 6  | 3  | +3 |
|  | 4.   | Spartak Ordžonikidze | 5  | 5 | 2 | 1 | 2 | 4  | 3  | +1 |
|  | 5.   | Zenit Leningrado     | 5  | 5 | 2 | 1 | 2 | 2  | 5  | -3 |
|  | 6.   | Nistru Kišinëv       | 1  | 5 | 0 | 1 | 4 | 0  | 8  | -  |

- Ammessa alla seconda fase: Dinamo Kiev

#### Risultati
| 1ª giornata                           | 28 febbraio 1979 |
|                                       |                  |
| Dinamo Minsk-Nistru Kišinëv           | 3-0              |
| Zenit Leningrado-Spartak Ordžonikidze | 1-0              |
| Dinamo Kiev-Iskra Smolensk            | 1-0              |

| 2ª giornata                       | 3 marzo 1979 |
|                                   |              |
| Dinamo Kiev-Zenit Leningrado      | 4-0          |
| Spartak Ordžonikidze-Dinamo Minsk | 1-0          |
| Iskra Smolensk-Nistru Kišinëv     | 2-0          |

| 3ª giornata                         | 6 marzo 1979 |
|                                     |              |
| Spartak Ordžonikidze-Nistru Kišinëv | 2-0          |
| Iskra Smolensk-Zenit Leningrado     | 1-0          |
| Dinamo Kiev-Dinamo Minsk            | 0-0          |

| 4ª giornata                         | 9 marzo 1979 |
|                                     |              |
| Zenit Leningrado-Dinamo Minsk       | 1-0          |
| Iskra Smolensk-Spartak Ordžonikidze | 1-0          |
| Dinamo Kiev-Nistru Kišinëv          | 1-0          |

| 5ª giornata                      | 12 marzo 1979 |
|                                  |               |
| Dinamo Minsk-Iskra Smolensk      | 3-1           |
| Zenit Leningrado-Nistru Kišinëv  | 0-0           |
| Dinamo Kiev-Spartak Ordžonikidze | 1-1           |

### Girone 3
Tutte le partite furono disputate in Tagikistan, nelle città di Dušanbe, Qurǧonteppa e Norak.

#### Classifica finale
|  | Pos. | Squadra          | Pt | G | V | N | P | GF | GS | DR  |
|  | ---- | ---------------- | -- | - | - | - | - | -- | -- | --- |
|  | 1.   | CSKA Pamir       | 10 | 5 | 5 | 0 | 0 | 10 | 2  | +10 |
|  | 2.   | Dnepr            | 7  | 5 | 4 | 0 | 1 | 10 | 4  | +6  |
|  | 3.   | Paxtakor         | 6  | 5 | 3 | 0 | 2 | 4  | 2  | +2  |
|  | 4.   | Šachtar          | 5  | 5 | 2 | 0 | 3 | 5  | 5  | +0  |
|  | 5.   | Alga Frunze      | 1  | 5 | 0 | 1 | 4 | 0  | 7  | -7  |
|  | 6.   | Traktor Pavlodar | 1  | 5 | 0 | 1 | 4 | 1  | 10 | -9  |

- Ammessa alla seconda fase: Pamir Dušanbe

#### Risultati
| 1ª giornata              | 28 febbraio 1979 |
|                          |                  |
| Pamir Dušanbe-Dnepr      | 3-2              |
| Paxtakor-Alga Frunze     | 1-0              |
| Šachtar-Traktor Pavlodar | 2-1              |

| 2ª giornata                    | 3 marzo 1979 |
|                                |              |
| Pamir Dušanbe-Traktor Pavlodar | 1-0          |
| Dnepr-Alga Frunze              | 1-0          |
| Šachtar-Paxtakor               | 1-1          |

| 3ª giornata               | 6 marzo 1979 |
|                           |              |
| Pamir Dušanbe-Alga Frunze | 4-0          |
| Paxtakor-Traktor Pavlodar | 2-0          |
| Dnepr-Šachtar             | 2-1          |

| 4ª giornata                  | 9 marzo 1979 |
|                              |              |
| Paxtakor-Dnepr               | 0-0          |
| Alga Frunze-Traktor Pavlodar | 0-0          |
| Pamir Dušanbe-Šachtar        | 1-0          |

| 5ª giornata            | 12 marzo 1979 |
|                        |               |
| Pamir Dušanbe-Paxtakor | 1-0           |
| Šachtar-Alga Frunze    | 1-0           |
| Dnepr-Traktor Pavlodar | 5-0           |

### Girone 4
Tutte le partite furono disputate in Kazakistan, nella città di Šymkent.

#### Classifica finale
|  | Pos. | Squadra             | Pt | G | V | N | P | GF | GS | DR  |
|  | ---- | ------------------- | -- | - | - | - | - | -- | -- | --- |
|  | 1.   | Dinamo Mosca        | 10 | 5 | 5 | 0 | 0 | 11 | 0  | +11 |
|  | 2.   | Qairat              | 6  | 5 | 3 | 0 | 2 | 11 | 5  | +6  |
|  | 3.   | Šinnik              | 6  | 5 | 3 | 0 | 2 | 8  | 7  | +1  |
|  | 4.   | Metalist            | 3  | 5 | 1 | 1 | 3 | 3  | 4  | -1  |
|  | 5.   | Avtomobilist Termez | 3  | 5 | 1 | 1 | 3 | 3  | 12 | -9  |
|  | 6.   | Kolchozči Aşgabat   | 2  | 5 | 0 | 2 | 3 | 1  | 9  | -8  |

- Ammessa alla seconda fase: Dinamo Mosca

#### Risultati
| 1ª giornata                           | 3 marzo 1979 |
|                                       |              |
| Šinnik-Metalist                       | 2-1          |
| Dinamo Mosca-Qayrat                   | 2-0          |
| Avtomobilist Termez-Kolchozči Aşgabat | 0-0          |

| 2ª giornata                | 6 marzo 1979 |
|                            |              |
| Kolchozči Aşgabat-Metalist | 0-0          |
| Dinamo Mosca-Šinnik        | 1-0          |
| Qayrat-Avtomobilist Termez | 5-0          |

| 3ª giornata                    | 9 marzo 1979 |
|                                |              |
| Qayrat-Šinnik                  | 3-0          |
| Dinamo Mosca-Kolchozči Aşgabat | 4-0          |
| Avtomobilist Termez-Metalist   | 1-0          |

| 4ª giornata                | 12 marzo 1979 |
|                            |               |
| Šinnik-Avtomobilist Termez | 4-2           |
| Dinamo Mosca-Metalist      | 1-0           |
| Qayrat-Kolchozči Aşgabat   | 3-1           |

| 5ª giornata                      | 14 marzo 1979 |
|                                  |               |
| Metalist-Qayrat                  | 2-0           |
| Dinamo Mosca-Avtomobilist Termez | 3-0           |
| Šinnik-Kolchozči Aşgabat         | 2-0           |

### Girone 5
Tutte le partite furono disputate in Russia, nelle città di Soči ed Adler.

#### Classifica finale
|  | Pos. | Squadra          | Pt | G | V | N | P | GF | GS | DR |
|  | ---- | ---------------- | -- | - | - | - | - | -- | -- | -- |
|  | 1.   | Spartak Mosca    | 9  | 5 | 4 | 1 | 0 | 8  | 2  | +6 |
|  | 2.   | Neftçi Baku      | 8  | 5 | 4 | 0 | 1 | 7  | 3  | +4 |
|  | 3.   | Zvezda Perm'     | 4  | 5 | 2 | 0 | 3 | 6  | 6  | +0 |
|  | 4.   | SKA Odessa       | 4  | 5 | 2 | 0 | 3 | 3  | 5  | -2 |
|  | 5.   | Terek Groznyj    | 3  | 5 | 1 | 1 | 3 | 4  | 7  | -3 |
|  | 6.   | Mašuk Pjatigorsk | 2  | 5 | 1 | 0 | 4 | 2  | 7  | -5 |

- Ammessa alla seconda fase: Spartak Mosca

#### Risultati
| 1ª giornata              | 28 febbraio 1979 |
|                          |                  |
| Terek Groznyj-SKA Odessa | 1-0              |
| Spartak Mosca-Mašuk      | 2-0              |
| Neftçi Baku-Zvezda Perm  | 2-1              |

| 2ª giornata               | 3 marzo 1979 |
|                           |              |
| Spartak Mosca-Neftçi Baku | 1-0          |
| SKA Odessa-Mašuk          | 2-0          |
| Zvezda Perm-Terek Groznyj | 2-1          |

| 3ª giornata                 | 6 marzo 1979 |
|                             |              |
| Neftçi Baku-Mašuk           | 1-0          |
| Spartak Mosca-Terek Groznyj | 1-1          |
| SKA Odessa-Zvezda Perm      | 1-0          |

| 4ª giornata               | 9 marzo 1979 |
|                           |              |
| Neftçi Baku-Terek Groznyj | 2-1          |
| Spartak Mosca-SKA Odessa  | 2-0          |
| Zvezda Perm-Mašuk         | 2-0          |

| 5ª giornata               | 12 marzo 1979 |
|                           |               |
| Neftçi Baku-SKA Odessa    | 2-0           |
| Mašuk-Terek Groznyj       | 2-0           |
| Spartak Mosca-Zvezda Perm | 2-1           |

### Girone 6
Tutte le partite furono disputate in Russia, nelle città di Soči ed Hosta.

#### Classifica finale
|  | Pos. | Squadra             | Pt | G | V | N | P | GF | GS | DR |
|  | ---- | ------------------- | -- | - | - | - | - | -- | -- | -- |
|  | 1.   | CSKA Mosca          | 9  | 5 | 4 | 1 | 0 | 9  | 0  | +9 |
|  | 2.   | Lokomotiv Mosca     | 7  | 5 | 3 | 1 | 1 | 7  | 1  | +6 |
|  | 3.   | Kuban'              | 5  | 5 | 1 | 3 | 1 | 3  | 2  | +1 |
|  | 4.   | Guria Lanchkhuti    | 4  | 5 | 1 | 2 | 2 | 3  | 6  | -3 |
|  | 5.   | Metalurh Zaporižžja | 3  | 5 | 1 | 1 | 3 | 2  | 6  | -4 |
|  | 6.   | Spartak Nal'čik     | 2  | 5 | 0 | 2 | 3 | 2  | 11 | -9 |

- Ammessa alla seconda fase: CSKA Mosca

#### Risultati
| 1ª giornata                     | 28 febbraio 1979 |
|                                 |                  |
| CSKA Mosca-Guria Lanchkhuti     | 2-0              |
| Kuban'-Metalurh Zaporižžja      | 2-0              |
| Lokomotiv Mosca-Spartak-Nal'čik | 4-0              |

| 2ª giornata                          | 3 marzo 1979 |
|                                      |              |
| CSKA Mosca-Lokomotiv Mosca           | 1-0          |
| Metalurh Zaporižžja-Guria Lanchkhuti | 1-1          |
| Kuban'-Spartak-Nal'čik               | 1-1          |

| 3ª giornata                         | 6 marzo 1979 |
|                                     |              |
| CSKA Mosca-Kuban'                   | 0-0          |
| Metalurh Zaporižžja-Spartak-Nal'čik | 2-0          |
| Lokomotiv Mosca-Guria Lanchkhuti    | 2-0          |

| 4ª giornata                      | 9 marzo 1979 |
|                                  |              |
| CSKA Mosca-Metalurh Zaporižžja   | 2-0          |
| Kuban'-Lokomotiv Mosca           | 0-0          |
| Guria Lanchkhuti-Spartak-Nal'čik | 1-1          |

| 5ª giornata                         | 12 marzo 1979 |
|                                     |               |
| Guria Lanchkhuti-Kuban'             | 1-0           |
| Lokomotiv Mosca-Metalurh Zaporižžja | 1-0           |
| CSKA Mosca-Spartak-Nal'čik          | 4-0           |

### Girone 7
Tutte le partite furono disputate in Armenia, nella città di Erevan.

#### Classifica finale
|  | Pos. | Squadra                  | Pt | G | V | N | P | GF | GS | DR |
|  | ---- | ------------------------ | -- | - | - | - | - | -- | -- | -- |
|  | 1.   | Karpaty                  | 9  | 5 | 4 | 1 | 0 | 8  | 3  | +5 |
|  | 2.   | Čornomorec'              | 8  | 5 | 3 | 2 | 0 | 5  | 2  | +3 |
|  | 3.   | Ararat                   | 6  | 5 | 3 | 0 | 2 | 6  | 2  | +4 |
|  | 4.   | Kolos Nikopol'           | 3  | 5 | 1 | 1 | 3 | 4  | 5  | -1 |
|  | 5.   | Spartak Ivano-Frankivs'k | 3  | 5 | 1 | 1 | 3 | 3  | 6  | -3 |
|  | 6.   | Žalgiris                 | 1  | 5 | 0 | 1 | 4 | 2  | 10 | -8 |

- Ammessa alla seconda fase: Karpaty

#### Risultati
| 1ª giornata                          | 28 febbraio 1979 |
|                                      |                  |
| Ararat-Kolos Nikopol                 | 2-0              |
| Čornomorec'-Spartak Ivano-Frankivs'k | 1-0              |
| Karpaty-Žalgiris Vilnius             | 2-0              |

| 2ª giornata                     | 3 marzo 1979 |
|                                 |              |
| Ararat-Spartak Ivano-Frankivs'k | 2-0          |
| Čornomorec'-Žalgiris Vilnius    | 0-0          |
| Karpaty-Kolos Nikopol           | 2-1          |

| 3ª giornata                            | 6 marzo 1979 |
|                                        |              |
| Ararat-Žalgiris Vilnius                | 2-0          |
| Kolos Nikopol-Spartak Ivano-Frankivs'k | 0-0          |
| Karpaty-Čornomorec'                    | 2-2          |

| 4ª giornata                               | 9 marzo 1979 |
|                                           |              |
| Ararat-Karpaty                            | 0-1          |
| Čornomorec'-Kolos Nikopol                 | 1-0          |
| Spartak Ivano-Frankivs'k-Žalgiris Vilnius | 3-2          |

| 5ª giornata                      | 12 marzo 1979 |
|                                  |               |
| Ararat-Čornomorec'               | 0-1           |
| Karpaty-Spartak Ivano-Frankivs'k | 1-0           |
| Kolos Nikopol-Žalgiris Vilnius   | 2-0           |

### Girone 8
Tutte le partite furono disputate in Ucraina, nelle città di Eupatoria e Sinferopoli.

#### Classifica finale
|  | Pos. | Squadra                  | Pt | G | V | N | P | GF | GS | DR |
|  | ---- | ------------------------ | -- | - | - | - | - | -- | -- | -- |
|  | 1.   | Kryl'ja Sovetov Kujbyšev | 7  | 5 | 3 | 1 | 1 | 6  | 4  | +2 |
|  | 2.   | Tavrija                  | 7  | 5 | 3 | 1 | 1 | 7  | 4  | +3 |
|  | 3.   | Torpedo Mosca            | 5  | 5 | 2 | 1 | 2 | 4  | 3  | +1 |
|  | 4.   | Fakel Voronež            | 4  | 5 | 2 | 0 | 3 | 6  | 6  | +0 |
|  | 5.   | Shahter Qaraǵandy        | 4  | 5 | 2 | 0 | 3 | 5  | 9  | -4 |
|  | 6.   | Kuzbass Kemerovo         | 3  | 5 | 1 | 1 | 3 | 3  | 5  | -2 |

- Ammessa alla seconda fase: Kryl'ja Sovetov Kujbyšev

#### Risultati
| 1ª giornata                           | 28 febbraio 1979 |
|                                       |                  |
| Kuzbass Kemerovo-Fakel Voronež        | 2-1              |
| Tavrija Sinferopoli-Kr. Sov. Kujbyšev | 1-2              |
| Torpedo Mosca-Şaxter Qarağandı        | 2-0              |

| 2ª giornata                       | 3 marzo 1979 |
|                                   |              |
| Şaxter Qarağandı-Kuzbass Kemerovo | 1-0          |
| Tavrija Sinferopoli-Fakel Voronež | 2-0          |
| Torpedo Mosca-Kr. Sov. Kujbyšev   | 0-0          |

| 3ª giornata                          | 6 marzo 1979 |
|                                      |              |
| Kuzbass Kemerovo-Tavrija Sinferopoli | 0-0          |
| Kr. Sov. Kujbyšev-Şaxter Qarağandı   | 1-2          |
| Fakel Voronež-Torpedo Mosca          | 2-1          |

| 4ª giornata                          | 9 marzo 1979 |
|                                      |              |
| Kr. Sov. Kujbyšev-Fakel Voronež      | 1-0          |
| Tavrija Sinferopoli-Şaxter Qarağandı | 3-2          |
| Torpedo Mosca-Kuzbass Kemerovo       | 1-0          |

| 5ª giornata                        | 12 marzo 1979 |
|                                    |               |
| Fakel Voronež-Şaxter Qarağandı     | 3-0           |
| Kr. Sov. Kujbyšev-Kuzbass Kemerovo | 2-1           |
| Tavrija Sinferopoli-Torpedo Mosca  | 1-0           |

## Seconda fase

### Quarti di finale
Le gare furono disputate il 20 marzo 1979.
| Squadra 1      | Risultato | Squadra 2                |
| -------------- | --------- | ------------------------ |
| Karpaty        | 3 – 1     | CSKA Pamir               |
| Dinamo Tbilisi | 2 – 0     | Kryl'ja Sovetov Kujbyšev |
| Dinamo Mosca   | 3 – 0     | Spartak Mosca            |
| Dinamo Kiev    | 0 – 1     | CSKA Mosca               |

### Semifinali
Le gare furono disputate il 9 e il 10 giugno 1979.
| Squadra 1    | Risultato   | Squadra 2      |
| ------------ | ----------- | -------------- |
| CSKA Mosca   | 1 – 2 (dts) | Dinamo Tbilisi |
| Dinamo Mosca | 2 – 1 (dts) | Karpaty        |

### Finale
| Mosca 11 agosto 1979, ore ?:? | Dinamo Mosca         | 0 – 0 (d.t.s.) referto                                               | Dinamo Tbilisi | Stadio Centrale Lenin (60.000 spett.) |
| \| \| \| \| \| Machovikov Maksimenkov Petrušin Pavlenko Bubnov Тolstych Gazzaev \| Tiri di rigore 4 – 5 \| Q'ipiani Gutsaevi Chivadze Daraselia Shengelia Mačaidze Sulakvelidze \| |                      |                                                                      |                |                                       |
| |                      |                                                                      |                |                                       |
| Machovikov Maksimenkov Petrušin Pavlenko Bubnov Тolstych Gazzaev | Tiri di rigore 4 – 5 | Q'ipiani Gutsaevi Chivadze Daraselia Shengelia Mačaidze Sulakvelidze |                |                                       |